# Hoplocryptus melanocephalus
Hoplocryptus melanocephalus là một loài tò vò trong họ Ichneumonidae.